# Прикордонний мур
Прикордонний мур — роздільний бар'єр, який розташовують уздовж міждержавного кордону. Такі бар'єри, як правило, споруджують із метою прикордонного контролю, а саме запобіганню нелегальній імміграції, торгівлі людьми та контрабанді.
У випадку територіальної суперечки чи відсутності делімітації кордону спорудження прикордонного муру може слугувати фактичним закріпленням контролю над спірною територією замість офіційної делімітації.

## Список прикордонних мурів

Прикордонні бар'єри у світі

| Країна-ініціатор               | Місцезнаходження                                             | Рік     | Вид                                                  | Довжина | Стан                    | Призначення                                                     |
| ------------------------------ | ------------------------------------------------------------ | ------- | ---------------------------------------------------- | ------- | ----------------------- | --------------------------------------------------------------- |
| Ботсвана                       | Державний кордон із Зімбабве                                 | 2003    | Колючий дріт                                         | 500 км  | Побудований             | Санітарне призначення, антиімміграційна політика                |
| Єгипет                         | Державний кордон з сектором Гази, Палестина                  | 2009    | Металевий паркан                                     | 11 км   | Побудований             | Антиконтрабандна, антитерористична та антиімміграційна політика |
| Ізраїль                        | Державний кордон з Єгиптом                                   | 2011    | Колючий дріт                                         | 230 км  | Побудований             | Антитерористична та антиімміграційна політика                   |
| Ізраїль                        | Кордон з територією західного берега річки Йордан, Палестина | 2002    | Залізобетонний вал, колючий дріт                     | 700 км  | У процесі будівництва   | Антитерористична та антиімміграційна політика                   |
| Ізраїль                        | Кордон з сектором Гази, Палестина                            | 1994    | Колючий дріт                                         | 60 км   | Побудований             | Антитерористична та антиімміграційна політика                   |
| Ізраїль                        | Кордон з Йорданією                                           | 2015    | Колючий дріт                                         | 30 км   | Проєкт                  | Антитерористична та антиімміграційна політика                   |
| Індія                          | Державний кордон з Бангладешом                               | 2007    | Залізобетонний вал, колючий дріт                     | 3437 км | У процесі будівництва   | Антиімміграційна політика                                       |
| Індія                          | Державний кордон з Пакистаном                                | 1980-ті | Залізобетонний вал, колючий дріт                     | 1450 км | У процесі будівництва   | Антитерористична політика                                       |
| Іран                           | Державний кордон з Пакистаном                                | 2007    | Залізобетонний вал, колючий дріт                     | 700 км  | У процесі будівництва   | Антитерористична та антиконтрабандна політика                   |
| Кіпр                           | Кордон з Північним Кіпром                                    | 1974    | Колючий дріт                                         | 180 км  | Побудований             | Фортифікація                                                    |
| Кувейт                         | Державний кордон з Іраком                                    | 1994    | Колючий дріт                                         | 190 км  | Побудований             | Фортифікація                                                    |
| Марокко                        | Державний кордон з Західною Сахарою                          | 1980    | Вал, колючий дріт                                    | 2700 км | Побудований             | Антитерористична політика                                       |
| Саудівська Аравія              | Державний кордон з Іраком                                    | 2009    | Колючий дріт                                         | 965 км  | У процесі будівництва   | Антитерористична політика                                       |
| Саудівська Аравія              | Державний кордон з Єменом                                    | 2003    | Колючий дріт                                         | 1500 км | У процесі будівництва   | Антитерористична політика                                       |
| США                            | Державний кордон з Мексикою                                  | 1991    | Залізобетонний вал, металевий паркан та колючий дріт | 1128 км | Будівництво призупинено | Антиконтрабандна та антиімміграційна політика                   |
| Північна Ірландія              | «Лінії миру» в Белфасті                                      | 1969    | Залізобетонний вал                                   | 34 км   | Побудований             | Антитерористична політика                                       |
| Північна Корея, Південна Корея | Демілітаризована зона по 38-й паралелі                       | 1953    | Колючий дріт                                         | 250 км  | Побудований             | Фортифікація та антиімміграційна політика                       |
| Польща                         | Державний кордон з Білоруссю                                 | 2022    | Сталева стіна з колючим дротом                       | 186 км  | Побудований             | зростання спроб нелегально перетнути кордон                     |
| Туніс                          | Державний кордон з Лівією                                    | 2015    | Залізобетонний вал і рів                             | 168 км  | У процесі будівництва   | Антитерористична політика                                       |
| Туреччина                      | Державний кордон із Сирією                                   | 2013    | Залізобетонний вал, колючий дріт і рів               | 600 км  | У процесі будівництва   | Антитерористична та антиімміграційна політика                   |
| ПАР                            | Державний кордон з Мозамбік                                  | 1975    | Електричний паркан                                   | 150 км  | Побудований             | Антиконтрабандна та антиімміграційна політика                   |
| Норвегія                       | Державний кордон з Російською федерацією                     | -       | Колючий дріт                                         | 195 км  | Побудований             | Антиімміграційна політика                                       |
| Естонія                        | Державний кордон з Російською федерацією                     | 2016    | Металевий паркан, колючий дріт                       | 90 км   | Проєкт                  | Антиконтрабандна та антиімміграційна політика                   |
| Латвія                         | Державний кордон з Російською федерацією                     | 2015    | Металевий паркан, колючий дріт                       | 150 км  | У процесі будівництва   | Антиконтрабандна та антиімміграційна політика                   |
| Литва                          | Державний кордон з Російською федерацією                     | 2016    | Металевий паркан, колючий дріт                       | 45 км   | У процесі будівництва   | Антиконтрабандна та антиімміграційна політика                   |
| Україна                        | Державний кордон з Російською федерацією                     | 2014    | Залізобетонний та земляний вал, колючий дріт і рів   | 1500 км | У процесі будівництва   | Антитерористична, антиконтрабандна та антиімміграційна політика |
| Австрія                        | Державний кордон зі Словенією                                | 2015    | Колючий дріт                                         | 4 км    | Побудований             | Антиімміграційна політика                                       |
| Словенія                       | Державний кордон з Хорватією                                 | 2015    | Колючий дріт                                         | 80 км   | У процесі будівництва   | Антиімміграційна політика                                       |
| Угорщина                       | Державний кордон з Сербією                                   | 2015    | Колючий дріт                                         | 175 км  | Побудований             | Антиімміграційна політика                                       |
| Угорщина                       | Державний кордон з Хорватією                                 | 2015    | Колючий дріт                                         | 41 км   | У процесі будівництва   | Антиімміграційна політика                                       |
| Греція                         | Державний кордон з Туреччиною                                | 2012    | Колючий дріт                                         | 12 км   | Побудований             | Антиімміграційна політика                                       |
| Іспанія                        | Державний кордон з Марокко                                   | 1990-ті | Колючий дріт                                         | 20 км   | Побудований             | Антиімміграційна політика                                       |
| Північна Македонія             | Державний кордон з Грецією                                   | 2015    | Металевий паркан                                     | 50 км   | У процесі будівництва   | Антиімміграційна політика                                       |

## Зображення

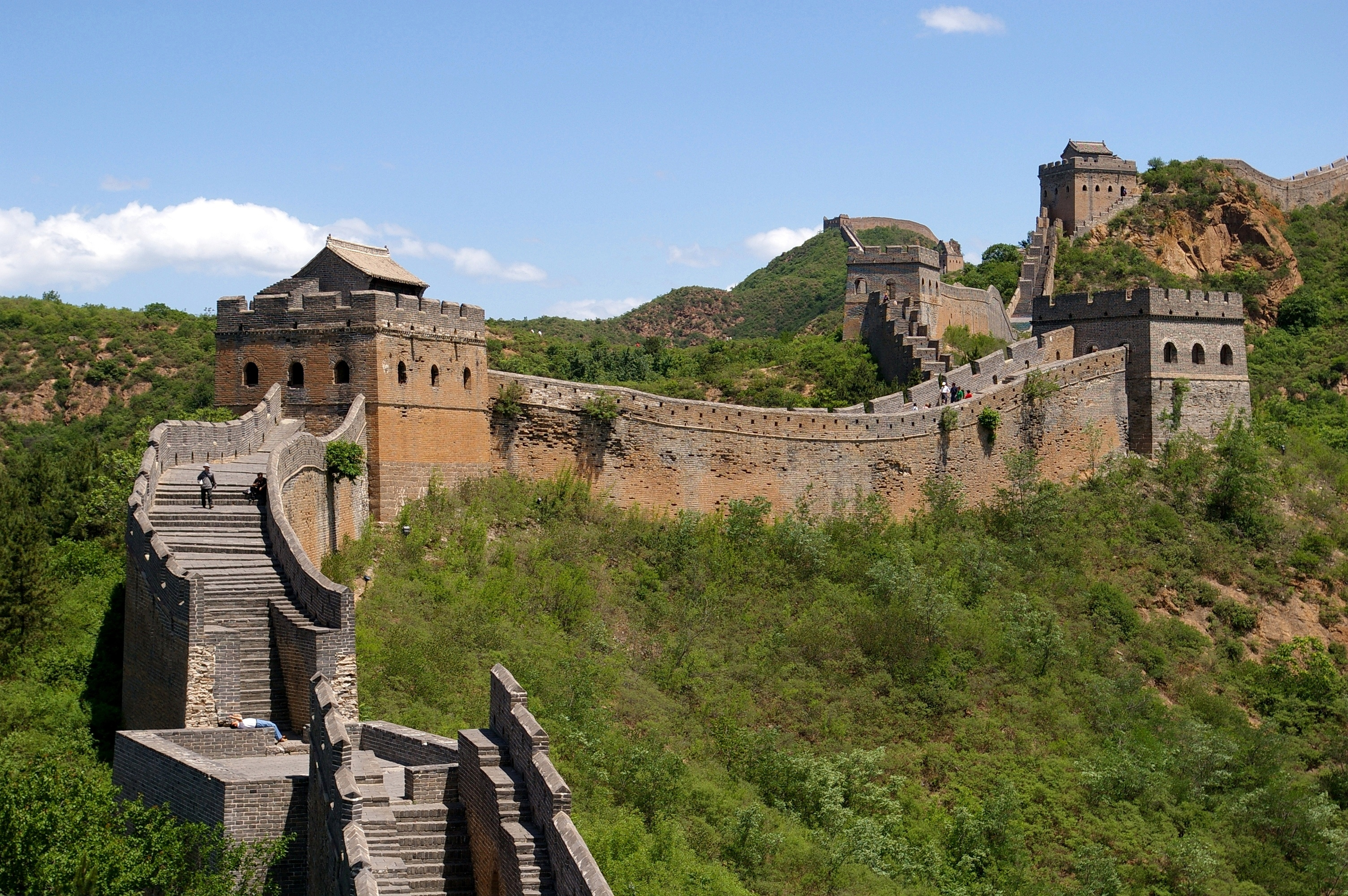
Частина Великого китайського муру в провінції Хебей
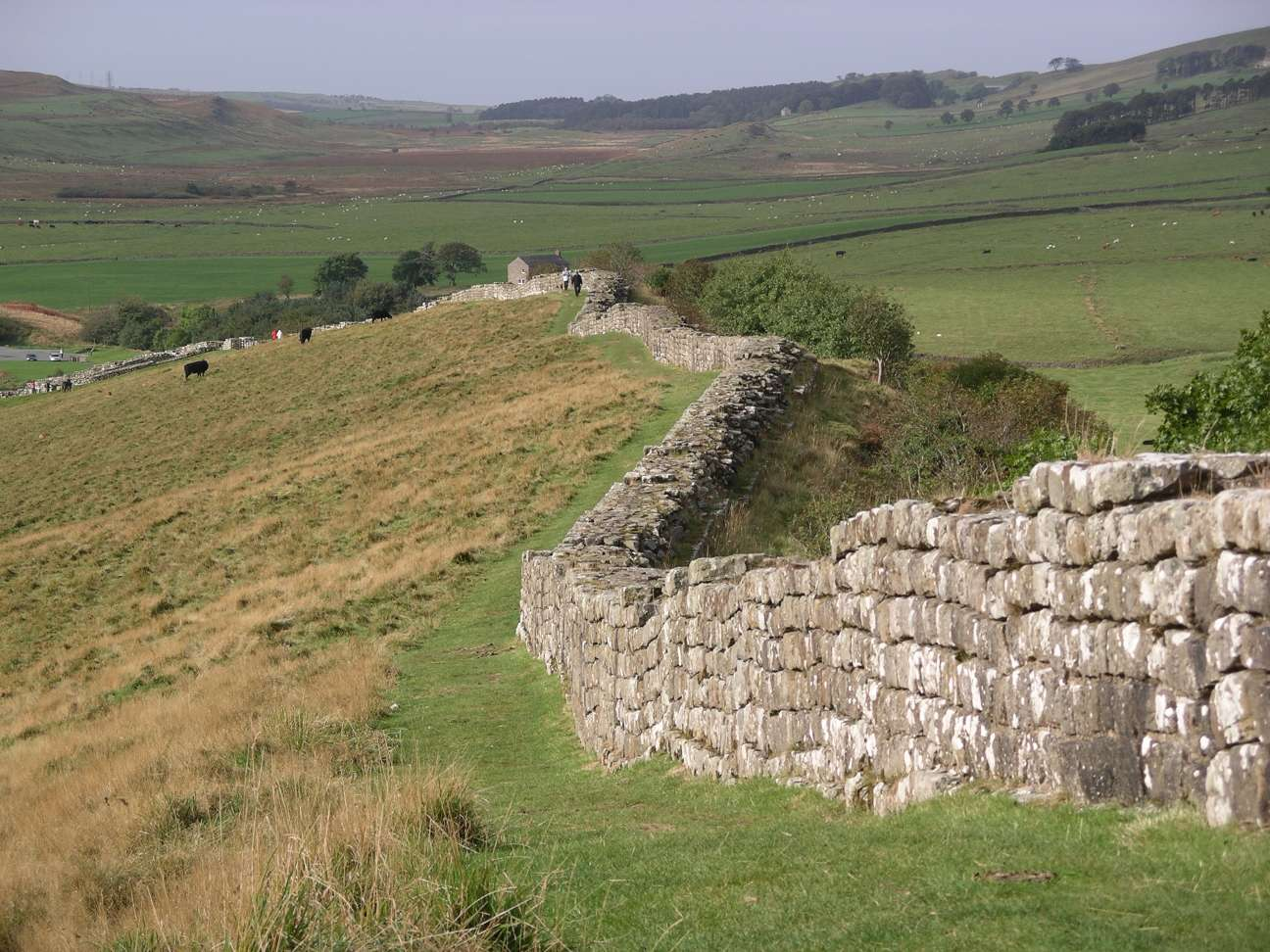
Залишки валу Адріана в графстві Нортумберленд
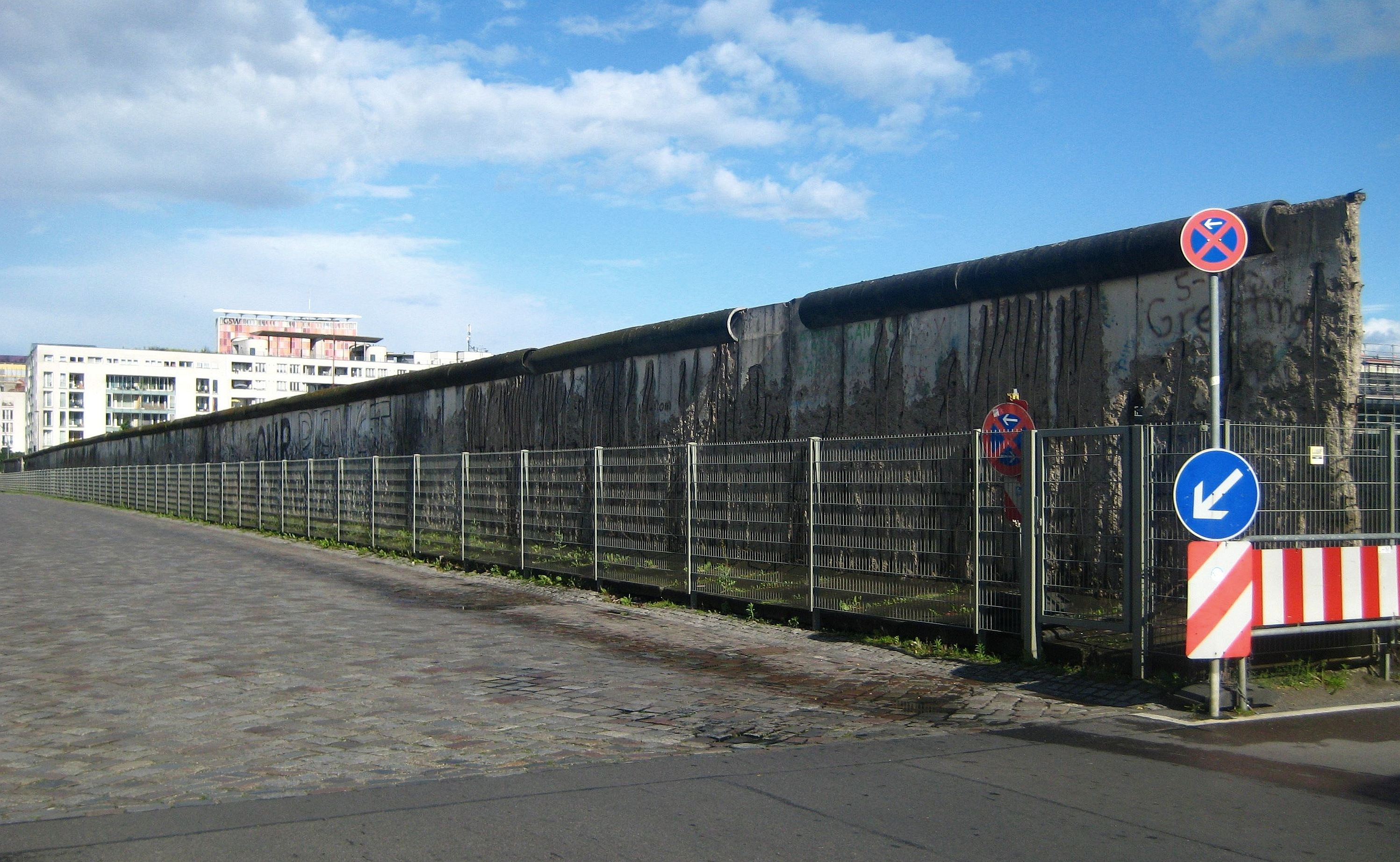
Західна частина Берлінського муру
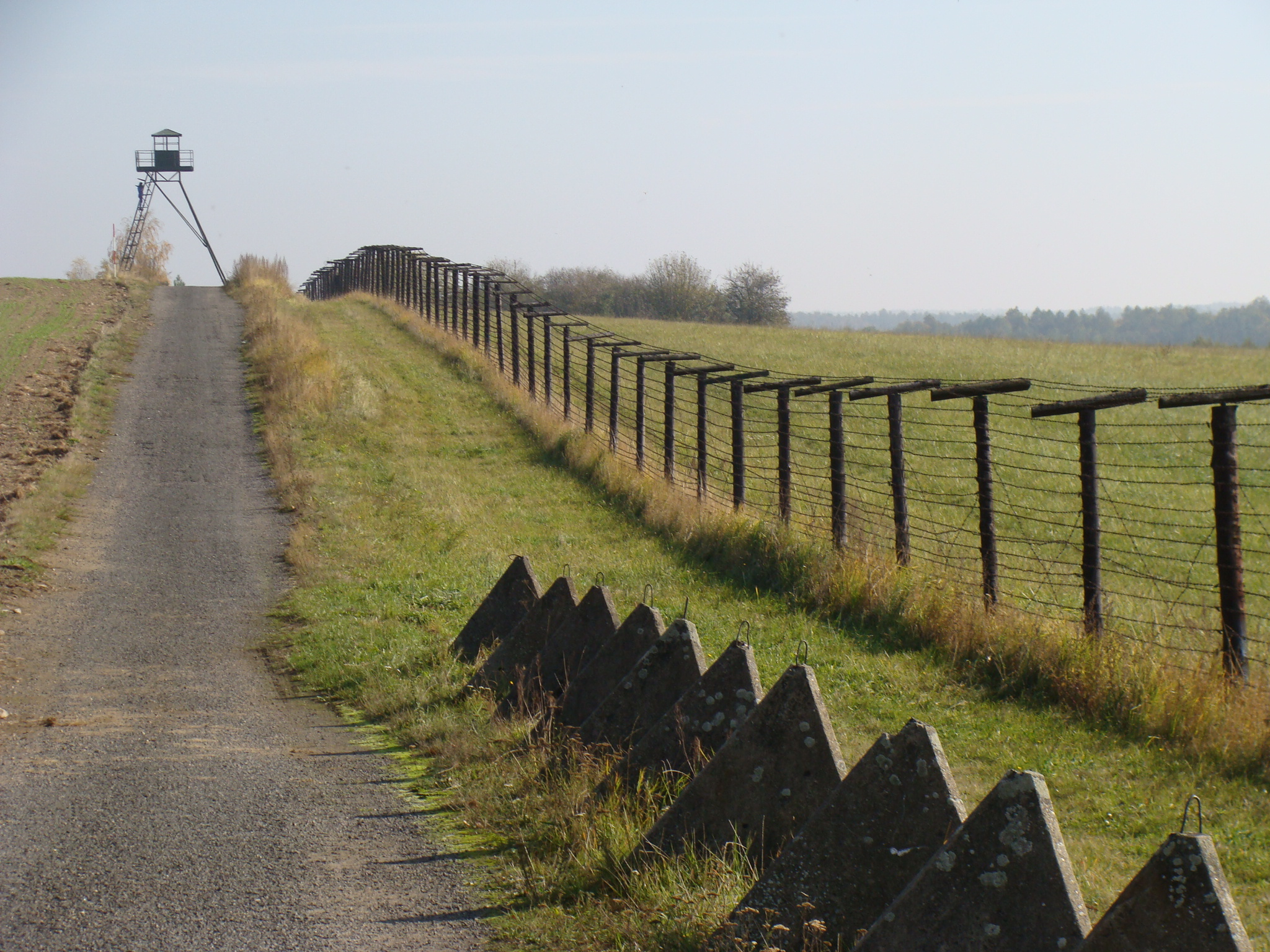
Частина залізної завіси між Чехією та Австрією
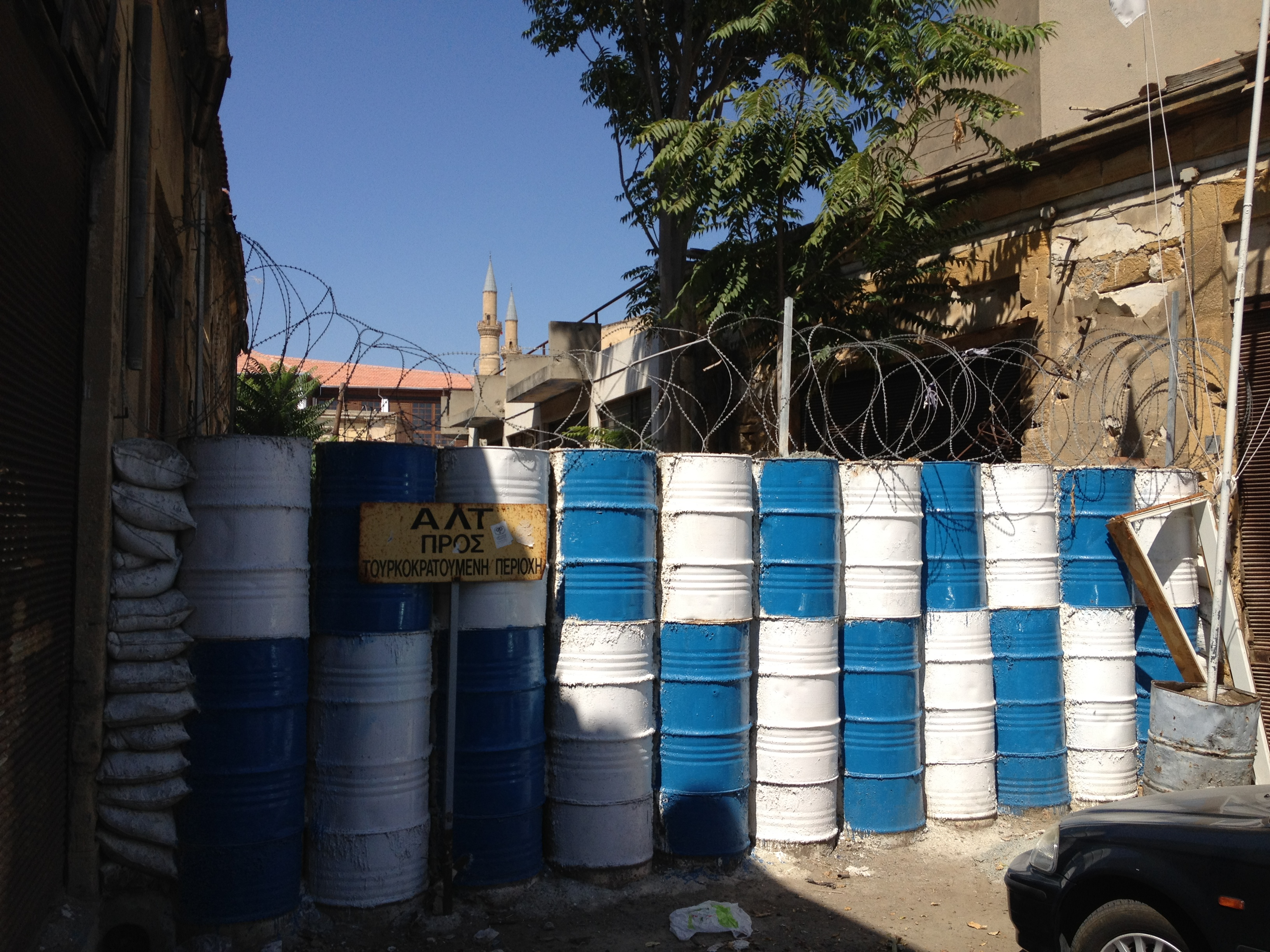
Зелена лінія між турецькою і грецькою частиною Кіпру
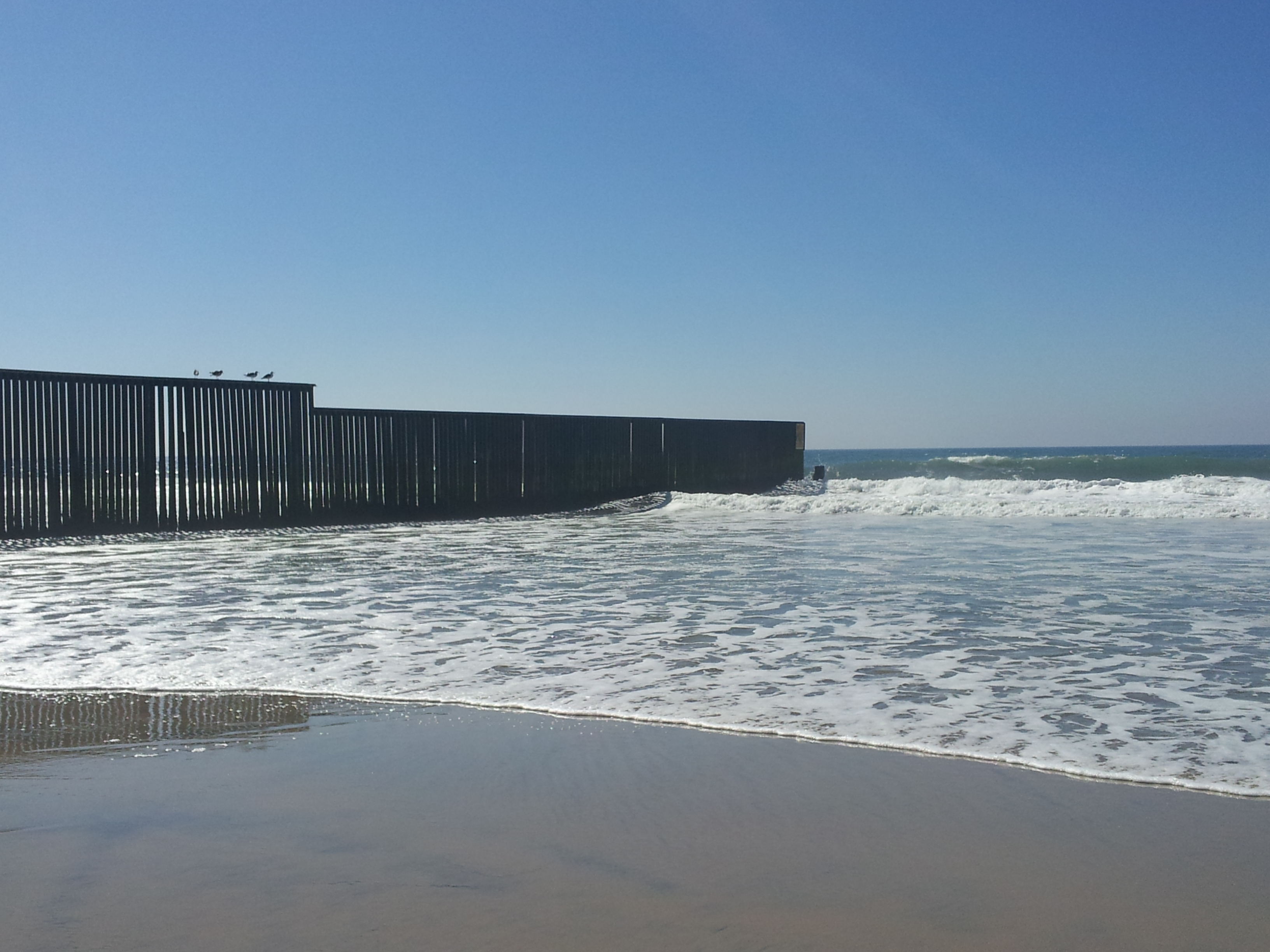
Кордон між Мексикою та США на березі Тихого океану
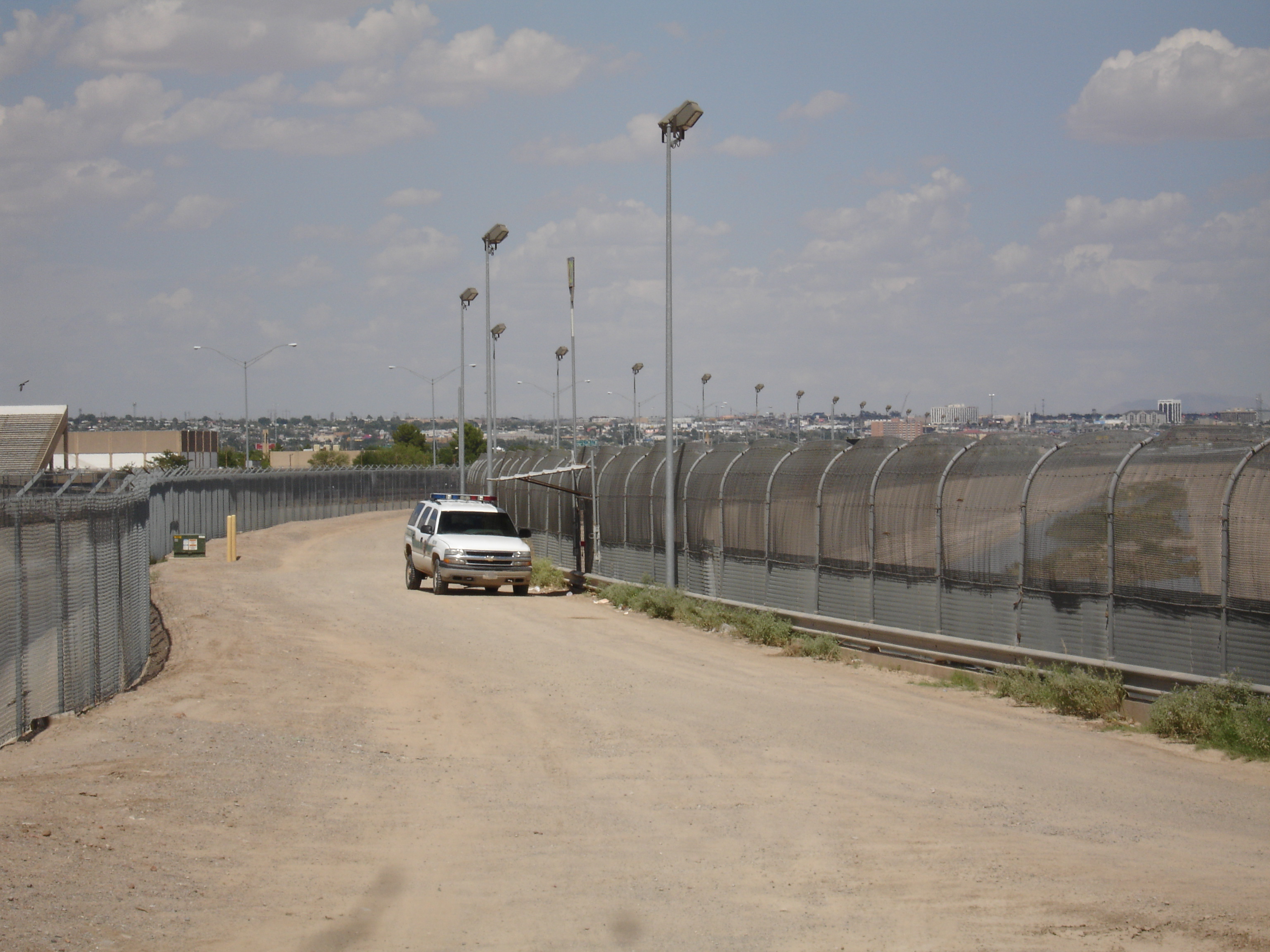
Огорожа між США і Мексикою в районі міста Ель-Пасо
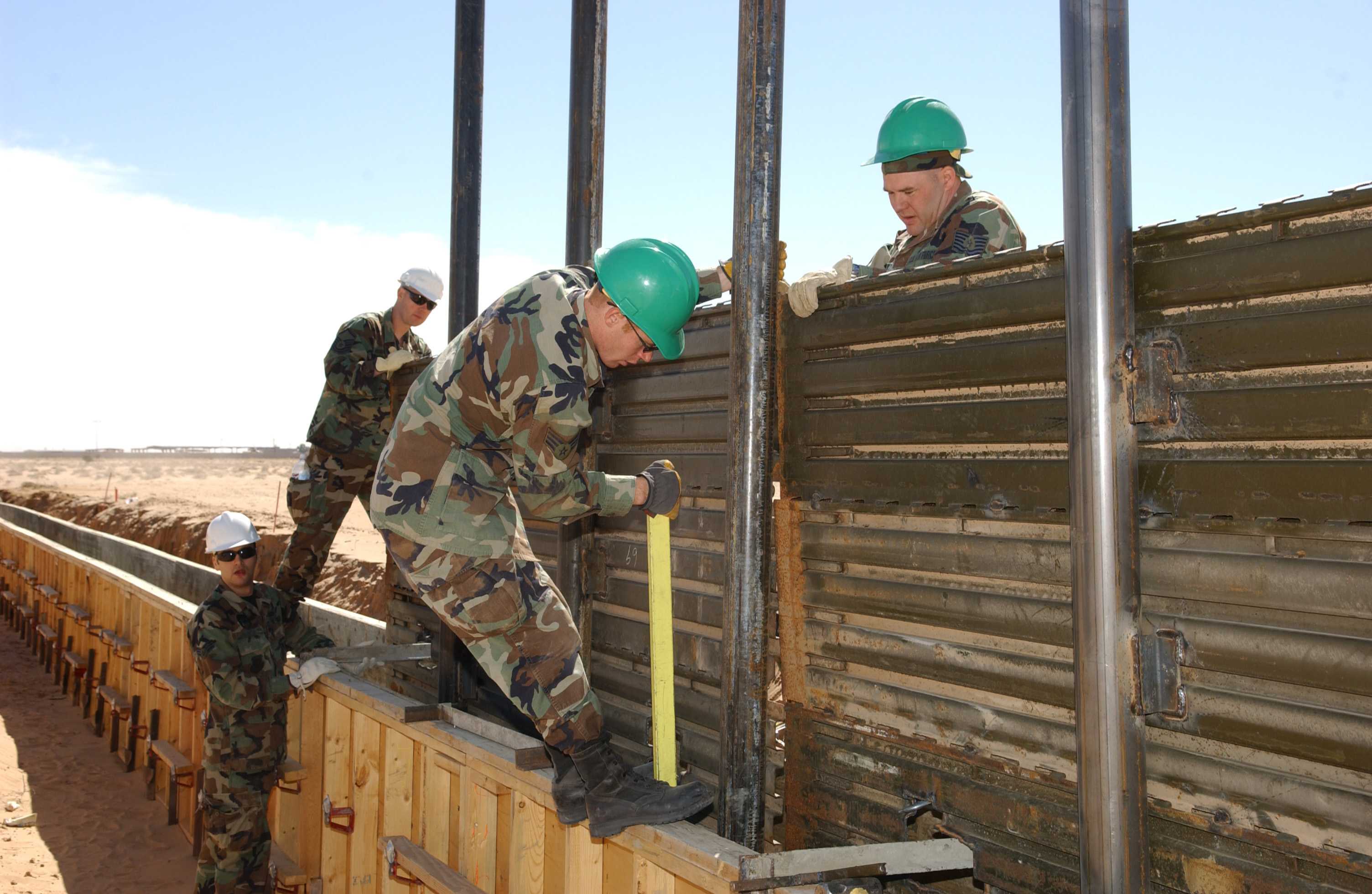
Будівництво корпусу армією США
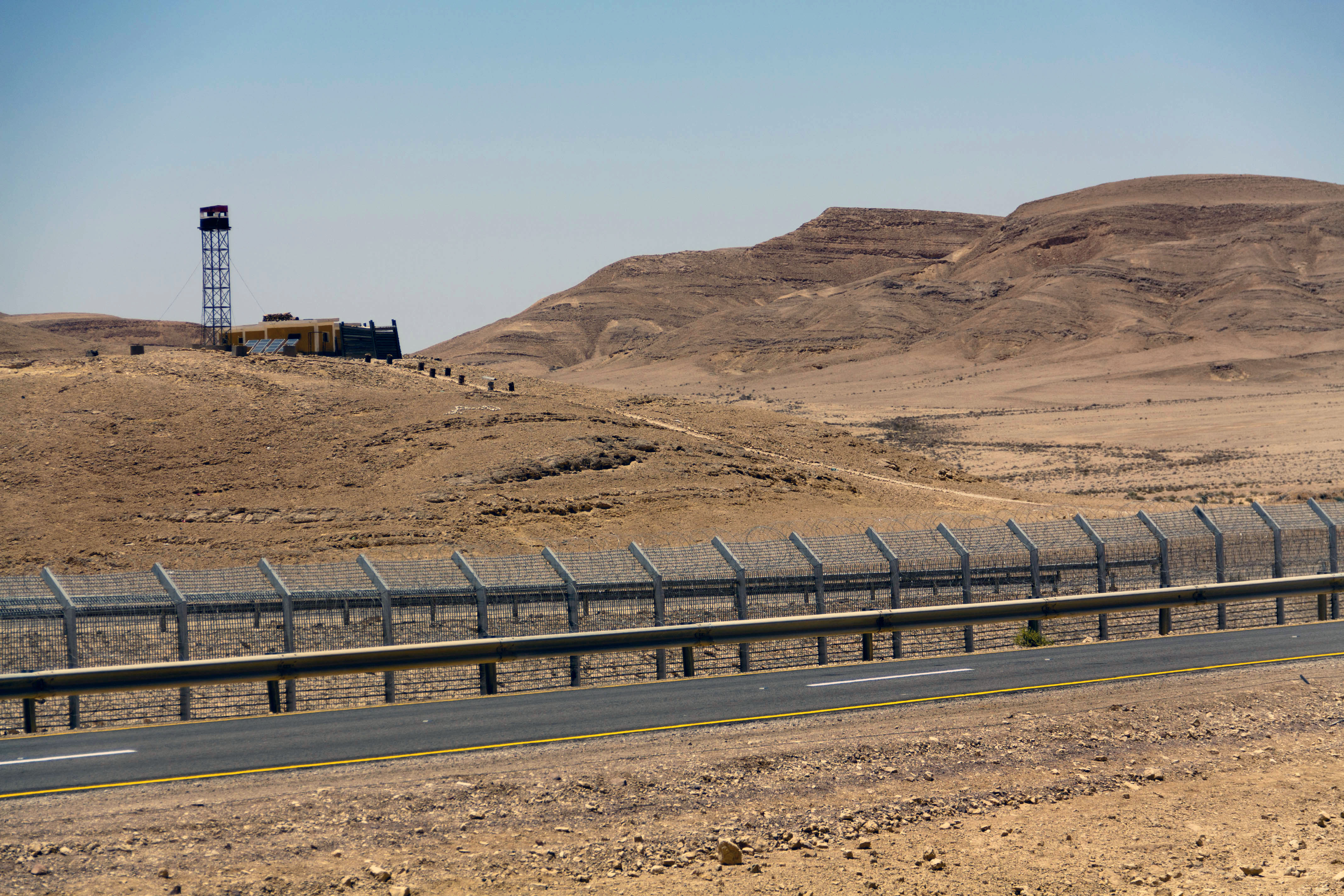
Загородження між Ізраїлем та Єгиптом в районі міста Ейлат
Ізраїльський роз'єднувальний мур на Західному березі поблизу міста Вифлеєм
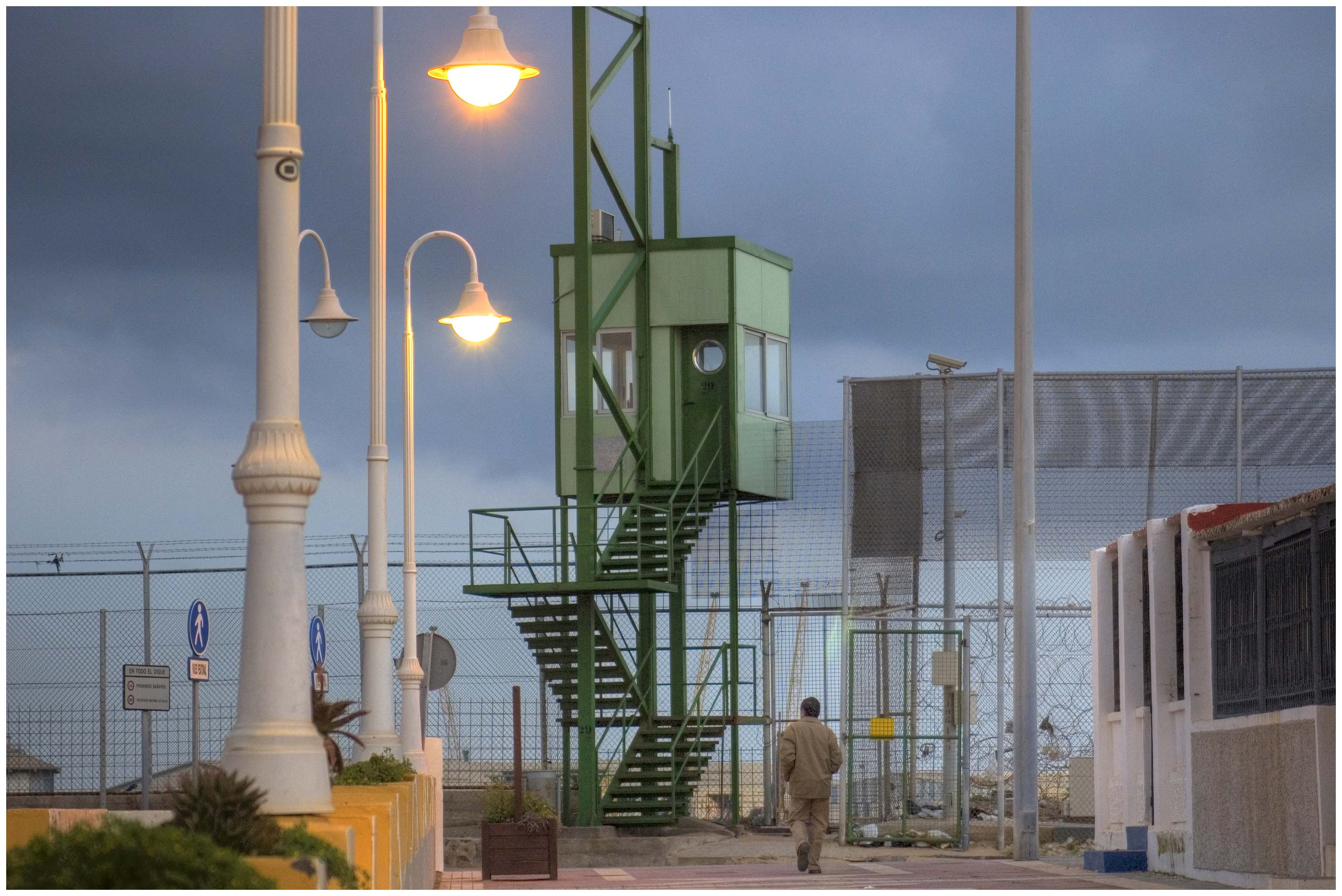
Загородження між Іспанією та Марокко в районі міста Мелілья
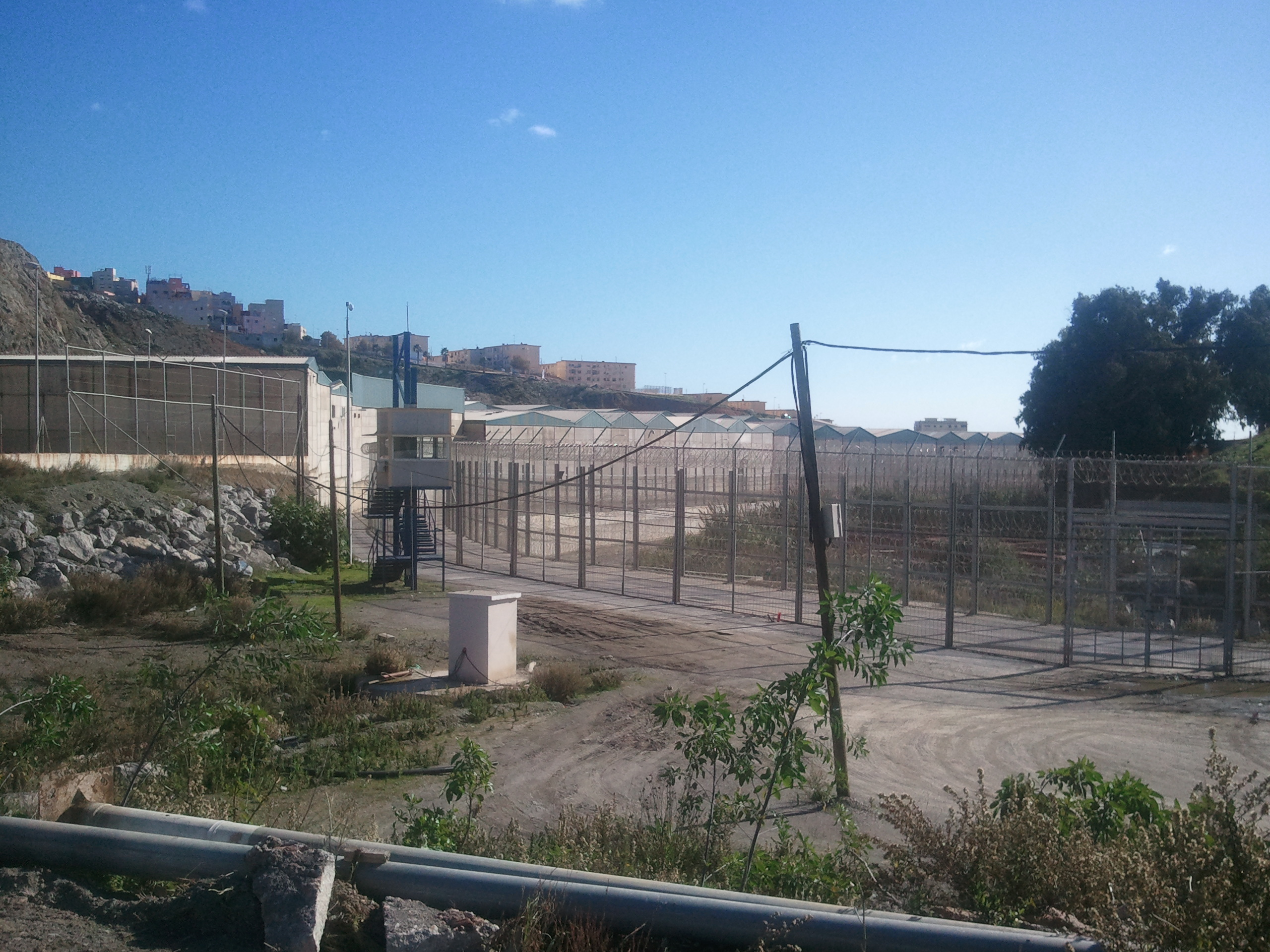
Загородження з Іспанії в Марокко недалеко від міста Сеута
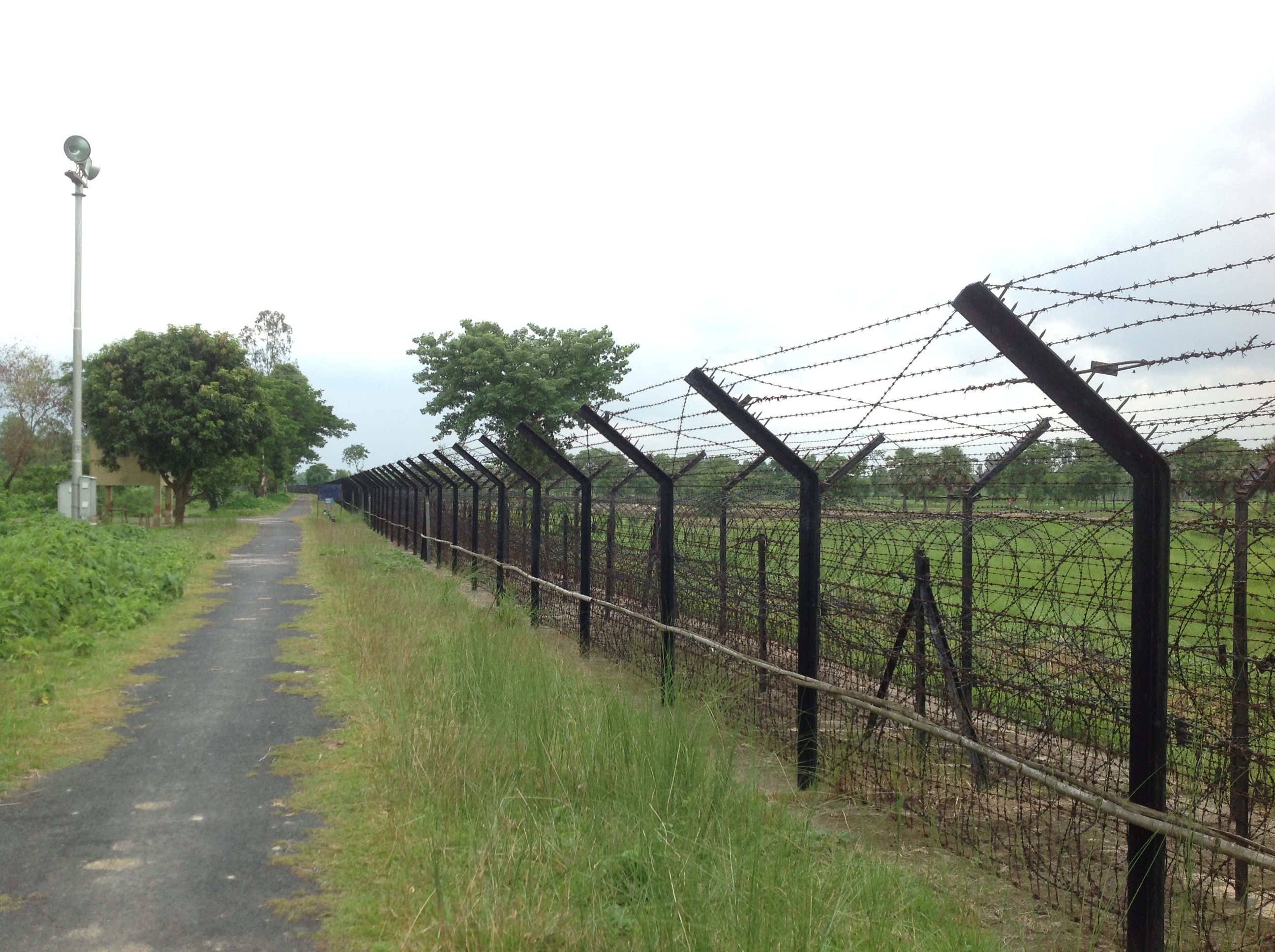
Загородження Індії в Бангладеш, неподалік Західної Бенгалії
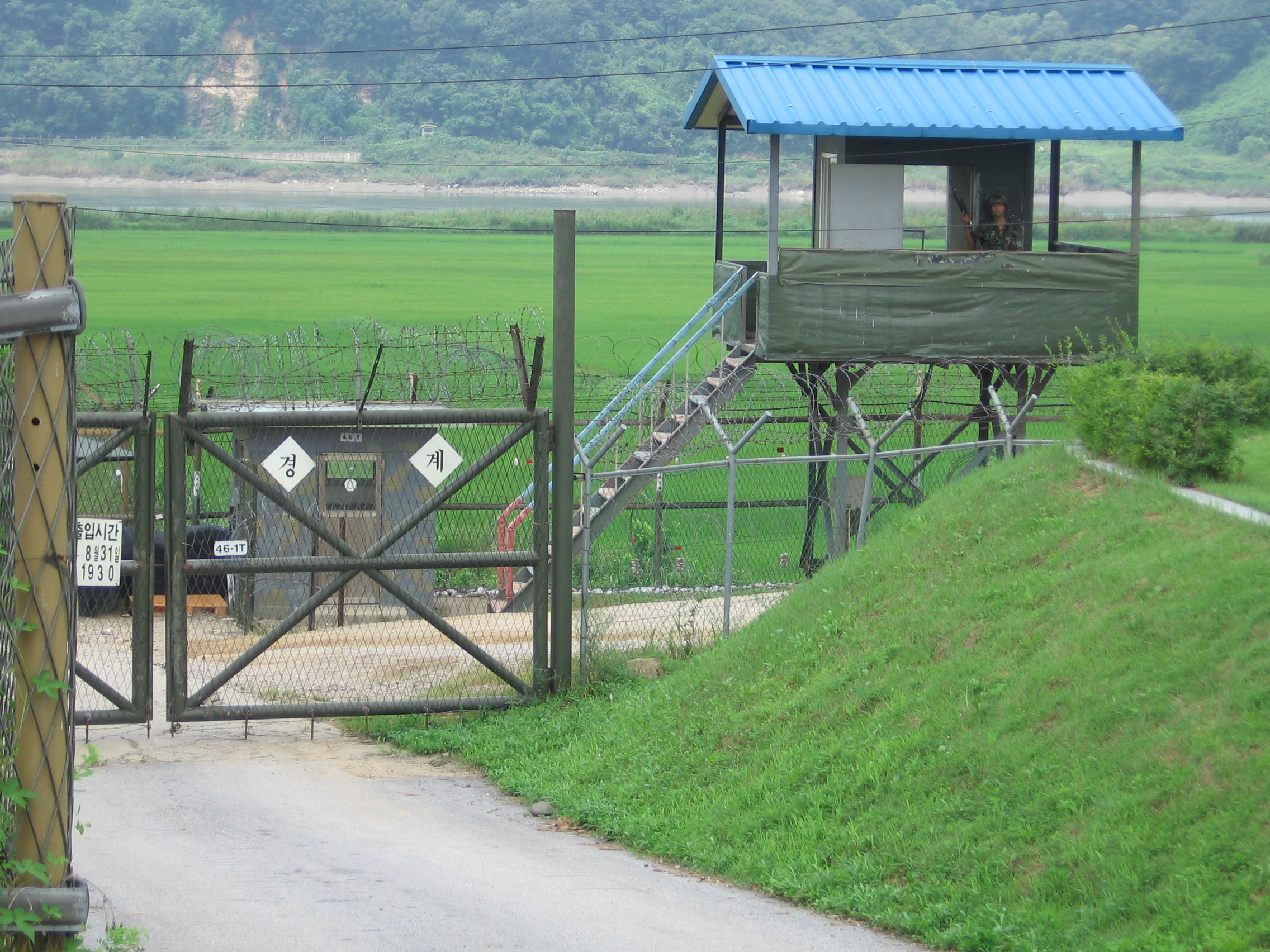
Південнокорейський пост у вольєрах в Північній Кореї
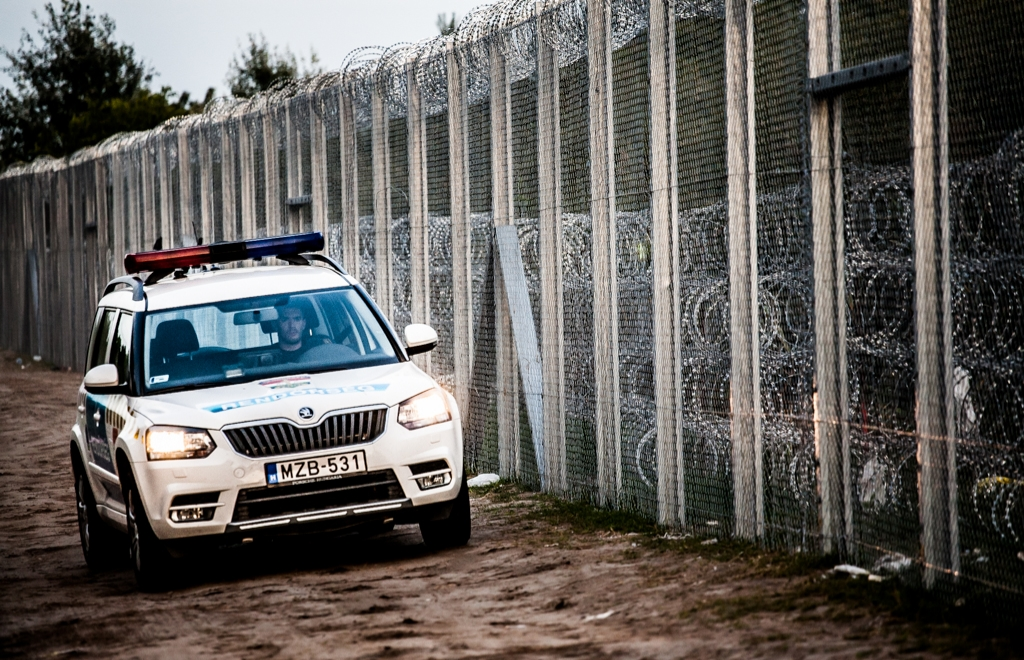
Угорський патруль у вольєрах в Сербії
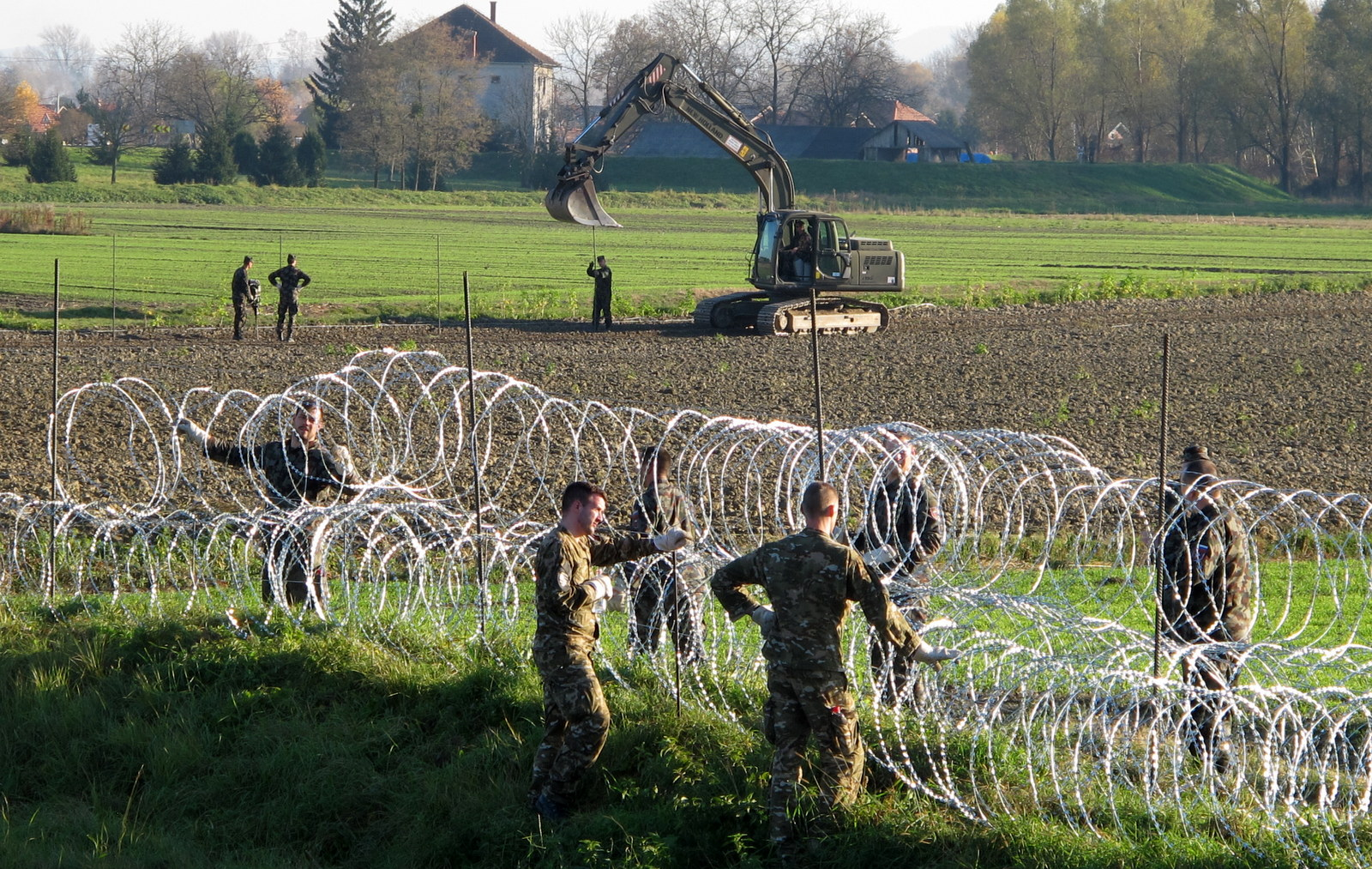
Словенська армія під час будівництва загородження між Хорватією